# Купрю
Купрю́ (фр. Coupru) — коммуна во Франции, находится в регионе Пикардия. Департамент коммуны — Эна. Входит в состав кантона Эссом-сюр-Марн. Округ коммуны — Шато-Тьерри.
Код INSEE коммуны — 02221.

## Население
Население коммуны на 2010 год составляло 186 человек.
| 1962 | 1968 | 1975 | 1982 | 1990 | 1999 | 2010 |
| ---- | ---- | ---- | ---- | ---- | ---- | ---- |
| 137  | 124  | 100  | 98   | 123  | 144  | 186  |

## Экономика
В 2010 году среди 125 человек трудоспособного возраста (15—64 лет) 99 были экономически активными, 26 — неактивными (показатель активности — 79,2 %, в 1999 году было 75,0 %). Из 99 активных жителей работали 90 человек (48 мужчин и 42 женщины), безработных было 9 (6 мужчин и 3 женщины). Среди 26 неактивных 10 человек были учениками или студентами, 8 — пенсионерами, 8 были неактивными по другим причинам.